# 连接自由
连接自由是指政府不能以任何借口阻止公民与互联网、与网站，或彼此连接。即使互联网上存在宣扬恐怖主义和暴力极端主义的言论，政府也不应该以此做为侵犯公民互联网接入权和隐私权的托辞。
连接自由是由美国国务卿希拉里·克林顿在2010年1月21日的一场名为“互联网自由”的外交政策演讲中首次提出，她在演讲中阐述了互联网自由对社会进步和经济增长的重要性，宣布将把增进“连接自由”作为一项基本外交目标。继第三十二任美国总统富兰克林·德拉诺·罗斯福在1941年提出“言論自由、信仰自由、免于匮乏的自由及免于恐懼的自由的四大自由之后，连接自由成21世纪人类社会最为重要的第五大自由。